# The Cold Arrow
The Cold Arrow ist ein Album von Guillermo Gregorio, Damon Smith und Jerome Bryerton. Die am 26. Juni 2022 in den Birdcloud Studios in Collinsville (Illinois) entstandenen Aufnahmen erschienen am 1. Dezember 2023 auf Balance Point Acoustics.

## Hintergrund
The Cold Arrow ist – nach Room of the Present (Fundacja Słuchaj) von 2021 – das zweite Album des Trios von Guillermo Gregorio mit dem Bassisten Damon Smith und dem Schlagzeuger/Perkussionisten Jerome Bryerton. Damon Smith und Bryerton arbeiten seit langem als Duo in verschiedenen großen und kleinen Gruppen und Umgebungen zusammen.

## Titelliste
- Gregorio/Smith/Bryerton: The Cold Arrow (Balance Point Acoustics bpaltd19019)[2]

1. The Planar Effect 3 7:45
2. The Planar Effect 8 4:48
3. The Planar Effect 4 5:55
4. The Planar Effect 2 5:53
5. Coplanar 4 (Guillermo Gregorio) 4:33
6. The Planar Effect 9 3:01
7. No. 12x (Guillermo Gregorio) 4:21
8. The Planar Effect 6 4:19
9. The Planar Effect 5 4:36
10. The Planar Effect 7 4:05

Die Kompositionen der Titel 5 und 7 stammen von Guillermo Gregorio. Alle anderen Titel sind frei improvisiert.

## Rezeption
Einfach ausgedrückt ist die Musik von Guillermo Gregorio, dem Bassisten Damon Smith und dem Schlagzeuger Jerome Bryerton die Musik von Künstlern, meinte Clifford Allen in den Liner Notes. Der 1941 in Buenos Aires geborene Gregorio sei ein Universalgelehrter, der Mitte der 1960er-Jahre und darüber hinaus in Klangsituationen mit Fluxus-nahen argentinischen Musikern und Komponisten gearbeitet hat. Gregorios spätere und jüngste Improvisationswelt würde die Kunst und Architektur des Konstruktivismus berühren, in der abstrakte Einheiten in einer räumlich-zeitlichen Dynamik miteinander in Beziehung stehen und sich Potenziale mit situativer Schwerkraft vermischen. Smith wiederum der sich zutiefst für die abstrakte Kunst der Nachkriegszeit engagiere, habe seinen Bass mit einer Vielzahl von Objekten und Präparaten verstärkt, die den Einfluss von Improvisatoren wie Barry Guy oder Joëlle Léandre sowie des Fluxus-Künstlers und Musikers Ben Patterson zeige.
Nach Ansicht von Mark Corroto, der das Album in All About Jazz rezensierte, würden die zehn Stücke, von denen nur zwei komponiert wurden, den Eindruck entstehen lassen, dass alles einer Partitur entnommen wurde, das Improvisieren also festgeschrieben sei. Gregorio würde seine unverwechselbare Stimme zu dieser Session mitbringen, eine Stimme, die angereichert sei mit gesprächigen Klarinettenpassagen. Bryerton spiele ohne Schlagzeug, nur mit Gongs, Metallstücken und Becken. Smith moduliere hier seinen charakteristischen physischen Angriff zugunsten einer zurückhaltenden Vorgehensweise. Die Tracks seien disziplinierte und durchdachte Improvisationen. Bryerton bevorzuge Beckenkratzen und das Klangbad von Schalen und Gongs, während Smith gedämpfte Töne zupfe und mit unerschütterlicher Ruhe seinen Bogen spanne. Die Klänge mögen in kleiner Besetzung erzeugt werden, aber sie würden zu großen Ergebnissen führen.